# 丽江扁莎
丽江扁莎（学名：Cyperus lijiangensis），为莎草科莎草属下的一个植物种。其种加词“lijiangensis”意为“云南丽江的”。